# Guilloche

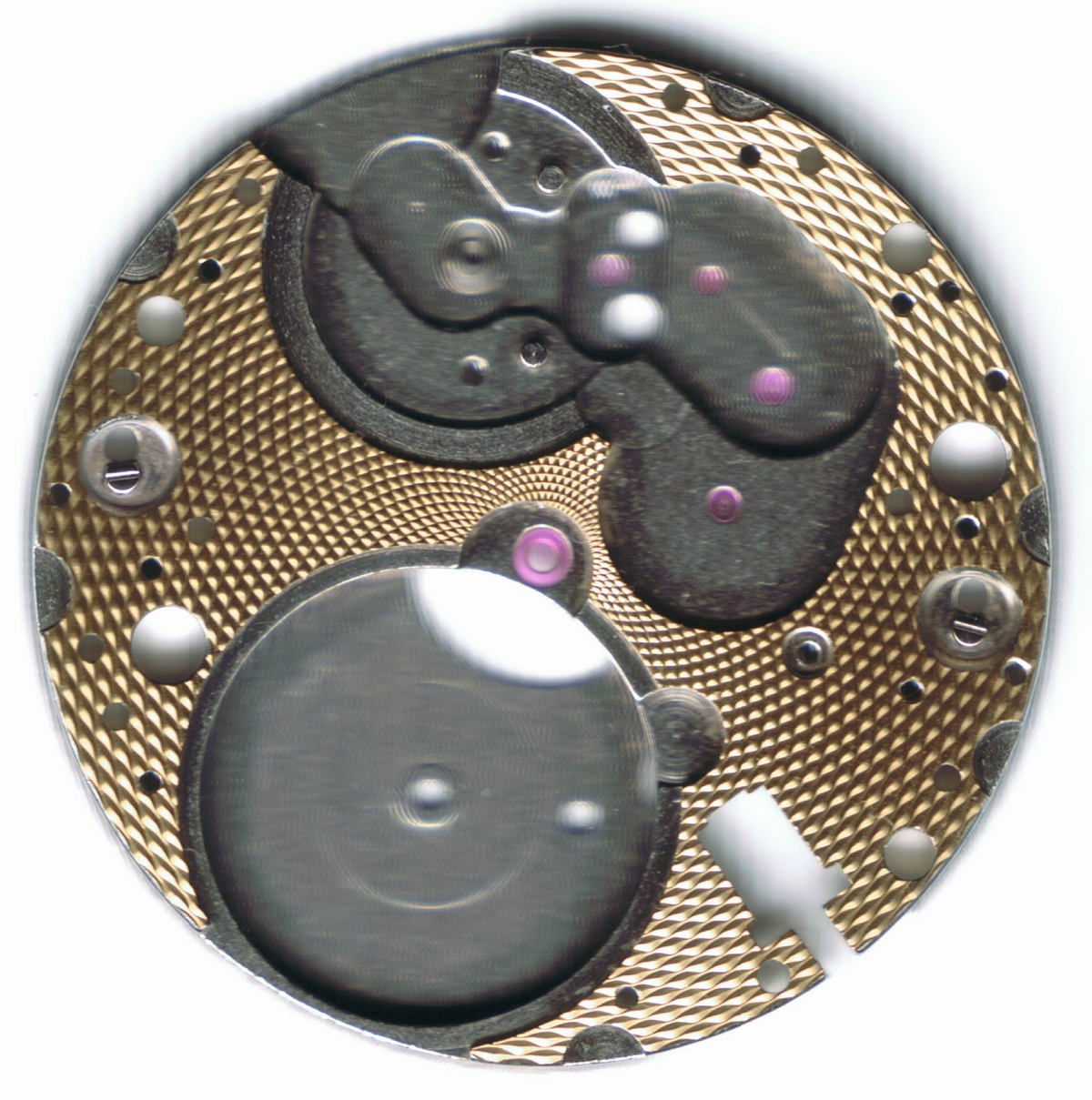
Guilloche-patroon op een horlogeplaat.

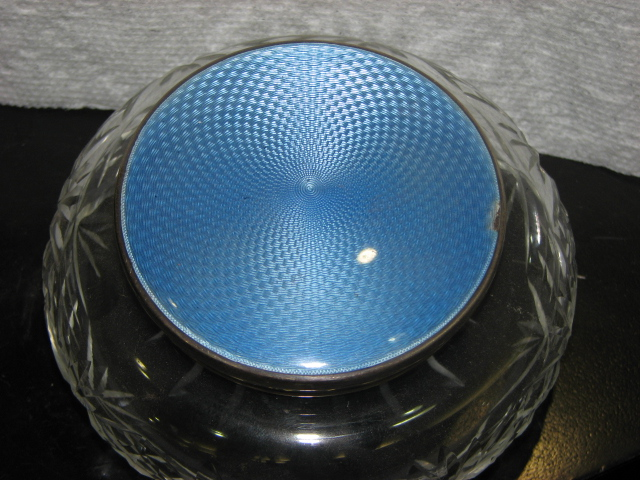
Guilloche-patroon op email.

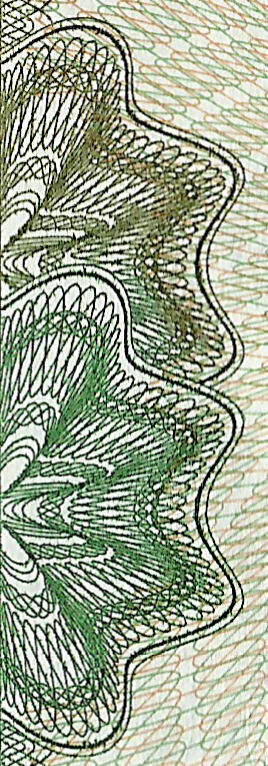
Guilloche-patroon op een bankbiljet.

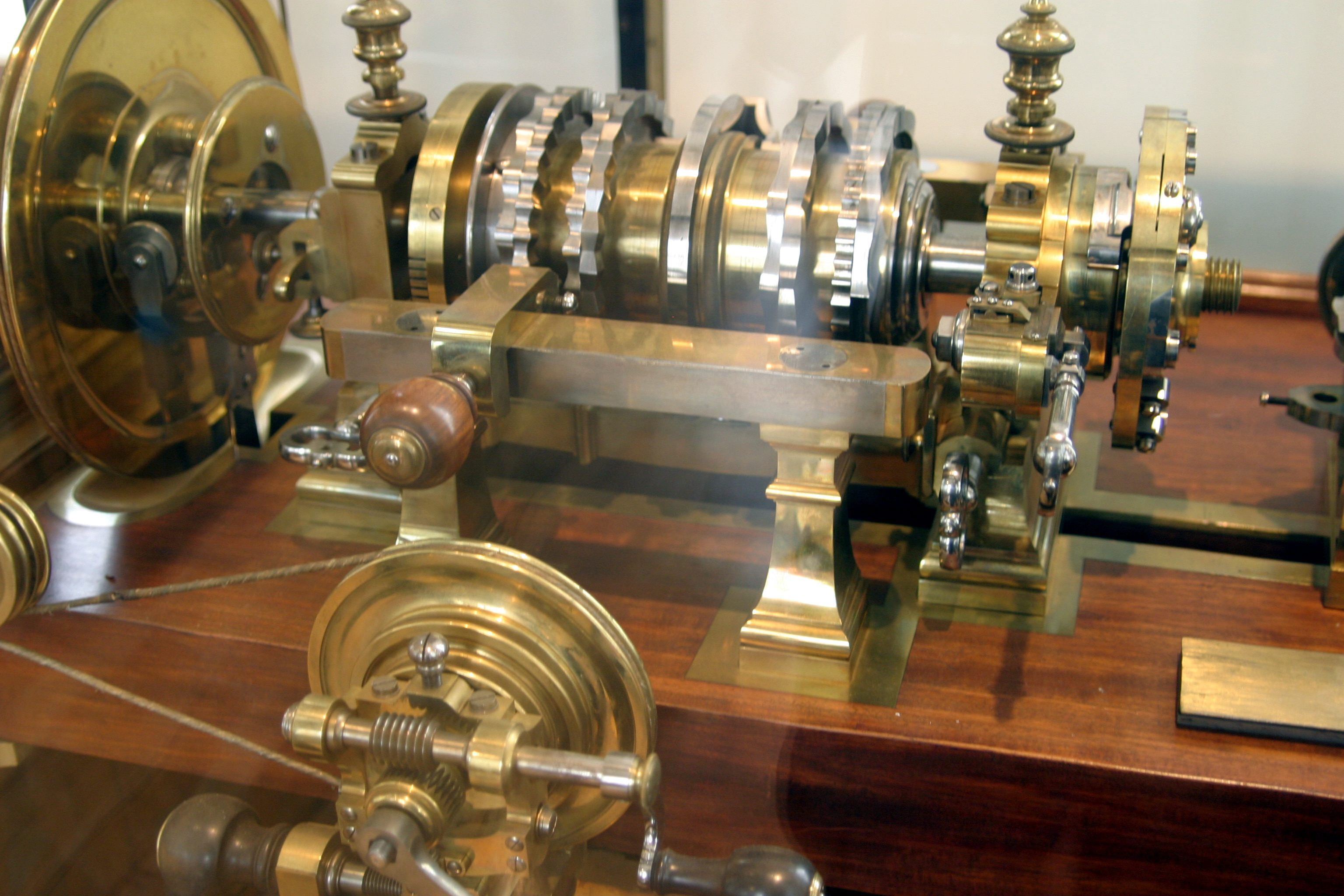
Een guillocheermachine in het Musée des Arts et Métiers.

Een guilloche of guilloché is een geometrische figuur bestaande uit vele fijne lijnen die zigzaggen, slingeren of door elkaar gevlochten zijn in een maaswerk van bogen en golven. Guilloches worden gegraveerd als decoratie op metalen, ivoren of houten oppervlakken, zoals luxe sieraden (Fabergé-eieren bijvoorbeeld) of polshorloges. In de 19e eeuw en het begin van de 20e eeuw werden ze ook in neoklassieke architectuur toegepast. Tegenwoordig worden guilloches hoofdzakelijk aangebracht als beveiliging tegen namaak op bankbiljetten en andere waardepapieren.
De draaibank waarmee een guilloche gegraveerd wordt heet een guillocheermachine, en de graveerstift is zelf een guilloche.